# جف لزلی
جف لزلی (انگلیسی: Jeff Leslie؛ زادهٔ ۱۱ دسامبر ۱۹۵۲) دوچرخه‌سوار اهل استرالیا است. وی در بازی‌های المپیک تابستانی ۱۹۸۴ شرکت کرده است.